# Пожарный центробежный насос
Пожарный центробежный насос  — пожарный насос центробежного типа, широко используется на пожарной технике — пожарные автоцистерны, мотопомпы, насосные станции и другие устройства.

## Классификация пожарных насосов
Наибольшее распространение получили пожарные насосы консольного типа правого вращения.
Основные параметры насосов:
Подача (расход) насоса Q л/сек
Напор насоса Н метр
Мощность N кВт
Наибольшая геометрическая высота всасывания hвс м.
Номинальное число оборотов вращения nоб/мин
На территории бывшего СССР наиболее распространённый пожарный насос нормального давления имеет следующие параметры:
Напор 100 м (10 кгс/см2)
Подача 40 л/с
Наибольшая высота всасывания 7,5 м
Номинальное число оборотов вращения 2700 об/мин

## Устройство и принцип действия
Пожарные насосы состоят из:
- рабочего колеса;
- корпуса типа улитки с выходным диффузором;
- корпуса подшипниковых опор (иногда корпус опор вала изготавливается совместно с корпусом насоса);
- крышки корпуса;
- напорного коллектора;
- пеносмесителя (устройства смешивания и дозировки пенообразователя);
- запорных вентилей;
- пневматического запорного вентиля для подключения лафетного ствола пожарного автомобиля;
- вала приводного;
- уплотняющего устройства приводного вала;
- устройства определения частоты вращения насоса;
- панели управления с органами управления и приборами (рычагами, рукоятками, мановакууметрами и другие);
- вакуумного насоса (предусмотрен не всегда).

В корпусе насоса установлено и свободно вращается колесо. При вращении, лопатки колеса воздействуют на жидкость и сообщают ей энергию, увеличивая давление и скорость. Проточную часть корпуса насоса выполняют в виде спирали. В корпусе насоса предусмотрена плоская съёмная площадка «зуб», с помощью которой вода с колеса насоса снимается и направляется в диффузор. В результате вращения колеса насоса, на входе во всасывающем канале возникает вакуум (разрежение), а на выходе в диффузоре — манометрическое (избыточное) давление.
Во всасывающей полости крышки колеса предусмотрены разделители потока препятствующие его закручиванию. Так же подводящую часть канала при входе в колесо насоса рекомендуется выполнять в виде конфузора, увеличивающего скорость потока на входе на 15-20 % . Выходную часть спирального отвода корпуса выполняют в виде диффузора с углом конусности 8 °. Поперечные сечения диффузора выполняют круговыми. Можно выполнять сечения отличными от круговых, в этом случае соотношения площадей и длин выбирают по аналогии к диффузору с круговыми поперечными сечениями. Выполнение указанных рекомендаций препятствует образованию турбулентного режима движения жидкости, позволяет снизить гидравлические потери в насосах и повысить КПД. Для предотвращения перетока жидкости из напорной полости во всасывающую, между корпусом и колесом насоса предусмотрены щелевые уплотнения. Конструкция щелевых уплотнений допускает незначительный переток жидкости между полостями, в том числе и в закрытую полость между колесом и корпусом насоса со стороны подшипниковых опор. Для снятия давления, в данной закрытой полости, в колесе насоса предусмотрены сквозные отверстия, направленные в полость всасывания. Количество отверстий равно количеству лопаток колеса.
Для образования смеси воды и пены, на насосе предусмотрен пеносмеситель. Через пеносмеситель часть воды, из напорного коллектора, направляется во всасывающую полость крышки насоса, совместно с пенообразователем. Пенообразователь может подаваться в насос, как через трубопроводы из ёмкости пожарного автомобиля, так и из посторонней ёмкости через гибкий гофрированный шланг. Дозирование (пропорциональное соотношение) пены и воды производится через отверстия различного диаметра дозирующего диска пеносмесителя.
Для регулирования подачи воды или пенной смеси на пожарные рукава или другие потребители, установлены запорные вентили. При необходимости, на насосе может быть установлен вентиль с пневматическим приводом для подсоединения устройств, требующих дистанционного включения, таких как: лафетный ствол, питательные гребёнки пеногенераторов аэродромных пожарных автомобилей и т. д.

### Описание работы
Так как пожарный насос не является самовсасывающим, перед запуском в работу его необходимо заполнить. При работе насоса от цистерны пожарного автомобиля, в силу того, что уровень жидкости в цистерне выше уровня насоса, заполнение возможно открытием запорной арматуры, без создания вакуума. При работе насоса из открытого водоёма, необходимо первоначальное заполнение. Поэтому перед пуском в работу включают вакуумный аппарат. Вакуумный насос всасывает воду в пожарный насос, после чего вакуумный аппарат выключают и включают вращение пожарного насоса. При заполненном насосе, манометр насоса показывает избыточное давление. После появления давления, на насосе медленно открывают задвижки и вода поступает в напорные пожарные рукава, до получении струи без примесей воздуха. После чего, пожарный насос готов к работе. Пожарный насос устойчиво работает, всасывая воду, с высоты до 7.5 м. Дальнейшее увеличение высоты всасывания приводит к возникновению кавитации, нестабильной работе насоса и, как правило, срыву струи.
Для нормальной работы насоса важное значение имеет обеспечение герметичности внутренних рабочих полостей. При эксплуатации, насосы периодически проверяются вакуумом на герметичность. Создается максимальное значение вакуума и перекрывается кран между основным и вакуумным насосом. Считается нормой, если падение вакуума за 1 минуту не превышает 0,1 кгс/см2.